# Stratford virus
Il virus Stratford (STRV)  è un arbovirus della famiglia Flaviviridae, genere Flavivirus, della specie Kokobera virus, e appartiene al IV gruppo dei virus a ((+) ssRNA).

Il virus STRV appartiene al gruppo del virus Kokobera (KOKV) costituito da tre specie del genere flavivirus.